# Israfil Yilmaz
Salih Yahya Gazali "Israfil" Yilmaz (29 de septiembre de 1987 – 5 de septiembre de 2016) fue un militante islamista de origen turco quién luchó en la Guerra civil siria desde 2012 o 2013 hasta su muerte en 2016.

## Vida
Yilmaz nació el 29 de septiembre de 1987 en Bandar Seri Begawan, Brunéi, hijo de padres turcos. Después, la familia se mudó a Países Bajos, y temporalmente a Turquía. Tras su cumpleaños número 21 en 2008, cumplió 15 meses de servicio militar en las Fuerzas armadas de Turquía, en Çanakkale. Según las autoridades turcas,  fue designado como instructor militar con la Gendarmería de aquel país. Regresando a Países Bajos a finales de 2010, entró en el Real Ejército con la intención de unirse al Korps Commandotroepen (unidad de fuerzas especiales), pero no cumplió con los requisitos. Al acabar su entrenamiento básico, pasó un corto periodo en una unidad de infantería antes de dejar el Ejército neerlandés en 2011. En los meses anteriores a su mudanza a Siria, Yilmaz trabajó en una residencia de personas mayores, a menudo mintiéndole a sus familiares y amigos afirmando que planeaba quedarse a vivir en Adana, Turquía.

## En Siria
Llegando a una Siria ya desgarrada por la guerra a finales de 2012 o inicios de 2013, Yilmaz inicialmente se unió al Jaish al-Muyahidín wal-Ansar (JMA), dirigido por Omar al-Shishani, un hombre de origen checheno quién juró lealtad a ISIS en mayo de 2013. Después, Yilmaz se unió al Jund al-Aqsa (JAA), otro grupo salafista y yihadista que más tarde sería designado como organización terrorista por el Reino Unido, los Estados Unidos y Arabia Saudita. Altamente activo en las redes sociales como Instagram, Ask.fm, Twitter y Tumblr bajo el seudónimo de "chechclear" (referenciando a un video en el que un soldado ruso es brutalmente decapitado por terroristas chechenos). Durante este tiempo fue que Yilmaz acumuló atención de los medios de comunicación. En enero de 2014, el programa televisivo holandés Nieuwsuur presentó una entrevista con Yilmaz y lo mostró entrenando a un grupo pequeño de militantes extranjeros.
Varias cuentas falsas de Facebook y Twitter usando su nombre emergieron después, y Yilmaz repetidamente negó haber creado una cuenta de Facebook o tener una cuenta de Twitter nueva; cabe resaltar que ha sido baneado de aquella plataforma varias veces. No fue hasta finales de 2014 que se unió a las filas de la organización terrorista del Estado Islámico. En sus redes sociales, Yilmaz defendía los atentados de Francia de enero de 2015 y otros actos terroristas alrededor del mundo, afirmando que ISIS no fue quién declaró la guerra al occidente, sino que los Estados Unidos y sus aliados fueron los que declararon la guerra a ISIS. También apoyaba a la persecución de homosexuales desde una perspectiva islámica, y a la esclavitud sexual en tiempos de guerra. Finalmente, Yilmaz creó una página en Reddit para responder preguntas de usuarios curiosos, esto se dio apenas una semana antes de su muerte.

## Muerte
Hasta su fallecimiento en 2016, Yilmaz afirmó que sólo había sido herido una vez, por un francotirador de las Unidades de Protección Popular en Hasaka.
Con respecto a su fallecimiento, es aceptada la versión que afirma que Israfil Yilmaz murió tras un ataque aéreo de la Coalición Internacional en Al Raqa, Siria el 5 de septiembre de 2016. Sin embargo, Raqqa Is Being Slaughtered Silently  y otras fuentes aseguran que fue asesinado cerca de la ciudad de Al-Thawrah, luchando contra las Fuerzas Democráticas Sirias respaldadas por Estados Unidos el 28 de enero de 2017. Aun así, en julio de 2018, un periodista neerlandés afirmó haber hablado con un exmiembro de ISIS quién declaró que Yilmaz había dejado el Estado Islámico con la excusa de estar en desacuerdo con su ideología, y que vivió como civil hasta que fue capturado por presuntamente ayudar a otras personas a huir del Estado Islámico y posteriormente ejecutado alrededor de abril de 2018.